# Waterpolo op de Olympische Zomerspelen 1928

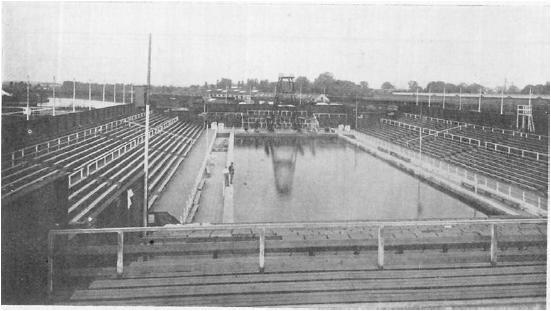
Het Olympisch Zwemstadion

Waterpolo is een van de sporten die beoefend werden tijdens de Olympische Zomerspelen 1928 te Amsterdam.

## Mannen
De 14 deelnemende landen speelden een knock-outtoernooi.
Hierna was er nog een toernooi om de derde plaats waaraan de landen konden deelnemen die van de finalisten hadden verloren.

### Voorronde
| Tsjecho-Slowakije | 2 - 4  | (0-1) | Groot-Brittannië |
| Zwitserland       | 1 - 11 | (0-3) | Nederland        |
| België            | 11 - 1 | (6-0) | Ierland          |
| Hongarije         | 14 - 0 | (9-0) | Argentinië       |
| Malta             | 3 - 1  | (1-1) | Luxemburg        |
| Spanje            | 0 - 2  | (0-4) | Frankrijk        |

### Kwartfinales
| Groot-Brittannië | 5 - 3 1 | (2-2) | Nederland |
| België           | 3 - 5 1 | (2-0) | Duitsland |
| Verenigde Staten | 0 - 5   | (0-2) | Hongarije |
| Malta            | 0 - 16  | (0-8) | Frankrijk |

1Na verlengingen.

### Halve finales
| Groot-Brittannië | 5 - 8 | (1-5) | Duitsland |
| Hongarije        | 5 - 3 | (1-1) | Frankrijk |

### Finale
| Duitsland | 5 - 2 1 | (0-2) | Hongarije |

1Na verlengingen.

### Om de derde plaats
| Frankrijk | 8 - 1 | (4-1) | Groot-Brittannië |
| Frankrijk | 2 - 1 | (1-1) | Verenigde Staten |
| Frankrijk | 8 - 0 | (4-0) | Argentinië       |

### Eindrangschikking
| rang   | land      |
| ------ | --------- |
| Goud   | Duitsland |
| Zilver | Hongarije |
| Brons  | Frankrijk |